# Sergio Bambarén
Sergio Bambarén Roggero (Lima, 1º dicembre 1960) è uno scrittore, ingegnere e ambientalista peruviano naturalizzato australiano.

## Biografia
Sergio Bambaren Roggero è uno scrittore, oratore e filantropo di fama internazionale. Le sue opere poetiche e profonde esplorano la bellezza della natura, la saggezza dell’oceano e la ricerca della felicità personale, ispirando milioni di lettori in tutto il mondo. È particolarmente conosciuto come autore del bestseller mondiale Il Delfino: La Storia di un Sognatore, tradotto in oltre 40 lingue, che invita i lettori a seguire il proprio cuore e a riscoprire il legame con la natura.

## Vita e carriera
Sergio Bambaren è nato a Lima, in Perù, dove ha sviluppato un profondo amore per l'oceano. Ha studiato ingegneria chimica presso la prestigiosa Texas A&M University negli Stati Uniti. Dopo la laurea, ha lavorato come CEO in una multinazionale in Australia. Tuttavia, la sua voce interiore lo ha spinto a intraprendere un viaggio che avrebbe cambiato per sempre la sua vita.
Durante un anno sabbatico, ha viaggiato sulla costa del Portogallo, dove ha riscoperto la sua connessione con l’oceano e la sua vera vocazione. Ispirato da una spiaggia spettacolare, incorniciata da foreste di pini, Bambaren ha incontrato un compagno speciale: un delfino solitario che lo ha ispirato a scrivere il suo primo libro, Il Delfino: La Storia di un Sognatore. Pubblicato inizialmente in maniera indipendente, il sorprendente successo del libro lo ha reso un autore bestseller dall’oggi al domani, portandolo a intraprendere un nuovo percorso di vita, non per calcolo, ma perché il destino lo aveva previsto per lui.
Da allora, Bambaren ha scritto più di 25 libri, pubblicati in numerosi paesi e lingue. Le sue opere non sono solo bestseller, ma anche guide senza tempo che aiutano le persone a trovare il proprio cammino, ispirando i lettori a vivere con maggiore consapevolezza, autenticità e cuore. Con il suo linguaggio poetico e delicato, crea storie che trasmettono messaggi di amore, perdono, coraggio e la profonda connessione tra l’uomo e la natura.
Oltre alla sua residenza principale a Lima, Perù, Sergio Bambaren vive attualmente alle Isole Canarie.

## Adattamento cinematografico: Il Delfino: La Storia di un Sognatore
Il Delfino: La Storia di un Sognatore è un film d’animazione in CGI del 2009 basato sull’omonimo bestseller internazionale di Sergio Bambaren. Il film è stato prodotto dallo studio peruviano Dolphin Films in collaborazione con studi tedeschi e italiani. Diretto da Eduardo Schuldt, un rinomato regista specializzato in animazione, il film ha portato sul grande schermo la storia ispiratrice di Bambaren.
Il film segue le avventure di Daniel Alexander Dolphin, un giovane delfino che lascia la sicurezza della sua barriera corallina natale per seguire i suoi sogni. Durante il viaggio, affronta sfide che lo aiutano a superare le paure, credere in se stesso e scoprire il vero valore della libertà e dell’amicizia. Il messaggio centrale del film ruota attorno al coraggio, alla realizzazione personale e all’importanza di seguire la propria voce interiore. 
La produzione di Il Delfino: La Storia di un Sognatore ha segnato una pietra miliare per l’industria cinematografica peruviana, essendo uno dei primi film d’animazione del paese a ottenere riconoscimento internazionale. Creato con tecnologia CGI all’avanguardia, il film è stato lodato per il suo colorato mondo sottomarino, immergendo il pubblico nella magia dell’oceano.
Distribuito in oltre 40 paesi, tra cui Stati Uniti, Germania, Spagna e Giappone, il film ha ricevuto recensioni positive per il suo design visivo accattivante e il suo messaggio ispiratore, affascinando sia bambini che adulti.
Premi e riconoscimenti
Il film è stato nominato a diversi premi internazionali, tra cui una candidatura agli Academy Awards (Oscar) nella categoria Miglior Film d’Animazione.
Impatto culturale
Il film ha rafforzato ulteriormente la fama mondiale di Sergio Bambaren e si è trasformato in un omaggio ai temi esplorati nei suoi libri: la crescita personale, il potere dei sogni e l’importanza di proteggere gli oceani.

## Filantropia e impegno ambientale
Bambaren è un appassionato difensore della tutela ambientale, in particolare della conservazione degli oceani. In qualità di ambasciatore di organizzazioni come Delfini Terapia per le Persone (precedentemente Dolphin Aid) e Delphis, sostiene attivamente iniziative globali per ridurre l’inquinamento da plastica e proteggere la vita marina. Il suo lavoro si concentra sul supporto di progetti che preservano l’ambiente e favoriscono le comunità svantaggiate.

## Oratore e motivatore
Oltre alla sua carriera di scrittore, Sergio Bambaren è un conferenziere molto richiesto sui palcoscenici internazionali. Attraverso i suoi discorsi, ispira le persone a fidarsi della propria bussola interiore, superare le difficoltà e vivere in armonia con i propri valori e con la natura. La sua storia personale, dal successo nel mondo aziendale alla sua trasformazione consapevole come autore e filantropo, è una potente testimonianza dell’importanza di ascoltare la propria voce interiore.

## Premi e successi
Sergio Bambaren ha ricevuto riconoscimenti a livello mondiale per le sue opere letterarie e il suo impegno nella protezione dell’ambiente. I suoi libri hanno venduto oltre 20 milioni di copie e sono considerati classici moderni che mettono in evidenza l’importanza della spiritualità e della sostenibilità.

## Opere
- Il delfino (The Dolphin, Story of a Dreamer, 1995), Sperling & Kupfer, 1996
- L'onda perfetta. Scegli di essere felice, Sperling & Kupfer, 1999
- Vela bianca (Distant Wind), Sperling & Kupfer, 2000
- Serena, Sperling & Kupfer, 2001
- Stella, Sperling & Kupfer, 2002
- Il guardiano del faro, Sperling & Kupfer, 2002
- Il Sole e la Cometa, Sperling & Kupfer, 2003
- Il Vento dell'Oceano. Lasciati portare alla scoperta dell'autentico senso della vita, Sperling & Kupfer, 2003
- Blu, Sperling & Kupfer, 2004
- Notte di luce (The Story of the Starfish and the Mule), Sperling & Kupfer, 2004
- La rosa di Gerico. Anche quando la vita ti appare come un deserto dentro di te puoi trovare un fiore, Sperling & Kupfer, 2005
- Fratello mare, Sperling & Kupfer, 2006
- La musica del silenzio. Ascolta la voce del mare e segui il tuo destino, Sperling & Kupfer, 2007
- Il delfino e le onde della vita, Sperling & Kupfer, 2008
- Lo spirito del mare, Sperling & Kupfer, 2008 (raccolta delle opere: L'onda perfetta, Vela bianca, Il guardiano del faro)
- Il fiume di cristallo, Sperling & Kupfer, 2009
- Lettera a mio figlio sulla felicità, Sperling & Kupfer, 2010
- I sogni dei bambini, Sperling & Kupfer, 2011
- Il cuore dell'oceano, Sperling & Kupfer, 2012
- Il Piccolo Libro del Sognatore, Sperling & Kupfer, 2012
- Lettera a un'Amica che ci Sarà per Sempre, Sperling & Kupfer, 2013
- L'eco del deserto, Sperling & Kupfer, 2014
- La casa di luce, Sperling & Kupfer, 2015
- Beati i sognatori, Sperling & kupfer, 2016
- Storia della piccola volpe che mi insegnò il perdono, Sperling & Kupfer, 2017
- La luce sull'altra riva del fiume, Sperling & Kupfer, 2018 ISBN 9788820064563
- Il messaggero, Sperling & Kupfer, 2020 ISBN 9788820068820
- Il Delfino, Storia di un sognatore, MY LIFE, 2024 ISBN 979-1255030119